# Land Brook
Der Land Brook ist ein Wasserlauf in Oxfordshire, England. Er entsteht nordwestlich von West Challow und fließt in nördlicher Richtung bis zu seiner Mündung in den River Ock westlich von Lyford.